# D.O.M.

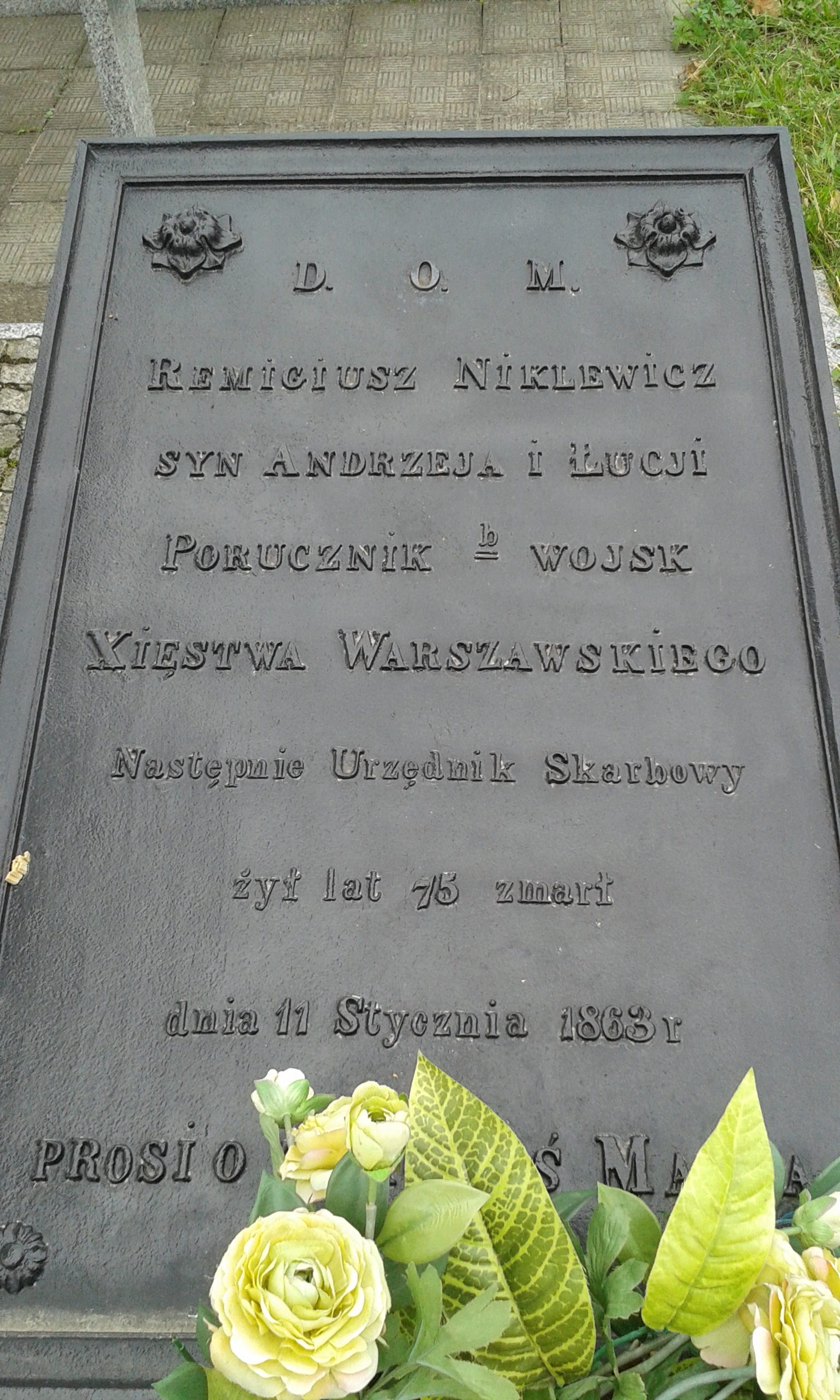
Płyta nagrobna z akronimem D.O.M. na grobie porucznika Remigiusza Niklewicza (cmentarz parafialny w Moszczenicy)

D.O.M. (łac. Deo Optimo Maximo, „Bogu Najlepszemu, Największemu”) – akronim umieszczany na nagrobkach i kościołach chrześcijańskich. Na nagrobkach napis D.O.M znaczy Domus Omnium Mortuorum: „dom wszystkich zmarłych” względnie „dom wszystkich śmiertelników”. 
Wzorem jest napis, jaki widniał na świątyni Jowisza Kapitolińskiego w starożytnym Rzymie: Iovi Optimo Maximo („Jowiszowi Najlepszemu, Największemu”). W czasach chrześcijańskich tytulaturę najważniejszego boga Rzymu przypisano Bogu chrześcijańskiemu.
Umieszczanie skrótu D.O.M. na nagrobkach jest natomiast wzorowane na podobnym zwyczaju starożytnych Rzymian, którzy umieszczali na nagrobkach skrót D.M. (łac. dis Manibus = „bogom Manom”) lub D.M.S. (łac. dis Manibus sacrum = „bogom Manom poświęcone”).